# مظلوم و بی‌آزار
مظلوم و بی‌آزار (انگلیسی: The Lamb) یک فیلم کمدی صامت کوتاه به کارگردانی هارولد لوید و گیلبرت پرت است که در سال ۱۹۱۸ منتشر شد. هیئت بازبینی فیلم شیکاگو، بخش‌هایی از این فیلم را زمان نمایش سانسور کرد.

## بازیگران
- هارولد لوید
- اسناب پالرد
- ببه دنیلز
- سمی بروکس
- گاس لئونارد
- ویلیام بلیسدل
- دوروثیا والبرت
- گلدا مدن